# Вок II фон Розенберг
Вок II фон Розенберг (на немски: Wok II. von Rosenberg; на чешки: Vok II z Rožmberka; * 18 юли 1459; † 1 септември 1505) е бохемски благородник от род Розенберг, управлявал от 1475 до 1493 г.
Той е вторият син на Йохан II фон Розенберг (* 1434; † 8 ноември 1472) и съпругата му Анна фон Силезия-Глогау († 1483), дъщеря на херцог Хайнрих IX фон Глогау/Глогов († 1467) и Хедвиг фон Оелс († 1447/53), дъщеря на херцог Конрад III фон Оелс. Внук е на Улрих II фон Розенберг (1403 - 1462) и Катарина фон Вартенберг († 1436). Баща му е брат на Йост II фон Розенберг († 1467), епископ на Бреслау (1456 – 1467).
Братята му са Хайнрих V (1456 - 1489), от 1472 до 1475 г. регент на фамилията Розенберг, Петер IV († 1523) и Улрих III († 1513). Сестра му Маргарета/Маркета (* 1460) е абатиса в Крумау.
След смъртта на баща му 1472 г. управлението поема първо най-големият му брат Хайнрих († 1489), който от август 1475 г. дава управлението за три години на Вок II. Малко след това Вок II и братята му дават управлението за шест години на чичо им Бохуслав фон Шванберг. Договорът е сключен на 11 декември 1475 г.
Вок II отива да се учи в двора на баварския херцог Лудвиг IX от Бавария-Ландсхут и син му Георг. Политически Вок II симпатизира, както баща му, с бохемския геген-крал Матяш Корвин. 
Вок II поема регентството 1479 г., става противник на Матяш Корвин и помага на крал Уласло II/Владислав II.
По здравословни причини Вок II на 4 декември 1493 г. дава управлението на брат си Петер IV фон Розенберг († 1523). За себе си той запазва Требон (Витингау), където се нанася. 
След смъртта на бездетния Петер IV фон Розенберг управлението отново получават синовете на Вок II.

## Фамилия
Вок II фон Розенберг се жени на 13 януари 1483 г. за Маркета фон Гутенщайн (Markéta z Gutenštejna; † 1524), дъщеря на най-висшия кемерер на Бохемия Буриан II "Богатия" фон Гутенщайн († 1489) и Зигаун (Сидония) фон Ортенбург († сл. 1493). Те имат шест деца:
- Йохан III (Jan III z Rožmberka, * 24 ноември 1484; † 29 февруари 1532), 8. владетел на род Розенберг (1526 – 1532) велик приор на „Св. Йоан“ в Бохемия
- Хайнрих VI (Jindřich VI, * 14 март 1487; † 16 април 1494)
- Йост III (Jošt III z Rožmberka, * 30 юни 1488, Чески Крумлов; † 15 октомври 1539, Чески Крумлов), 9. владетел на род Розенберг (1532 – 1539), женен I. 1529 г. в  Чески Крумлов за Бохунка "Венделина" фон Щархемберг († 27 януари 1530), II. на 17 юли 1531 г. в Аугсбург за  Анна фон Рогендорф († 5 септември 1562, Чески Крумлов); има общо 7 деца
- Сидония "Зикуна"
- Петер V (Petr V  "Kulhavý" z Rožmberka (* 17 декември 1489; † 6 ноември 1545),  10. владетел на род Розенберг (1539 – 1545)
- Хайнрих VII (Jindřich VII. z Rožmberka, * 15 януари 1496; † 18 август 1526 в Цветл, Австрия), 7. владетел на род Розенберг Розенберг (1523 – 1526), женен I. на 7 ноември 1520 г. за Магдалена фон Щернберг (Magdalena ze Šternberka, † 28 юни 1521), II. на 26 ноември 1522 г. за Анна фон Нойхауз (Anna z Hradce, * ок. 1497; † сл. 5 октомври 1570), дъщеря на Хайнрих IV фон Нойхауз († 1507), главен бургграф на Прага. Двата брака са бездетни.

Вдовицата му Маркета фон Гутенщайн се омъжва втори път за Алексиус фон Роншперг († 1528).